# Pays de la Haute Gironde
Le Pays de la Haute Gironde fut une structure administrative d'aménagement territorial française située dans le département de la Gironde, en région Nouvelle-Aquitaine.
Il correspond à la région naturelle de France du Blayais, sur les rives droites de la Dordogne et de l'estuaire de la Gironde.

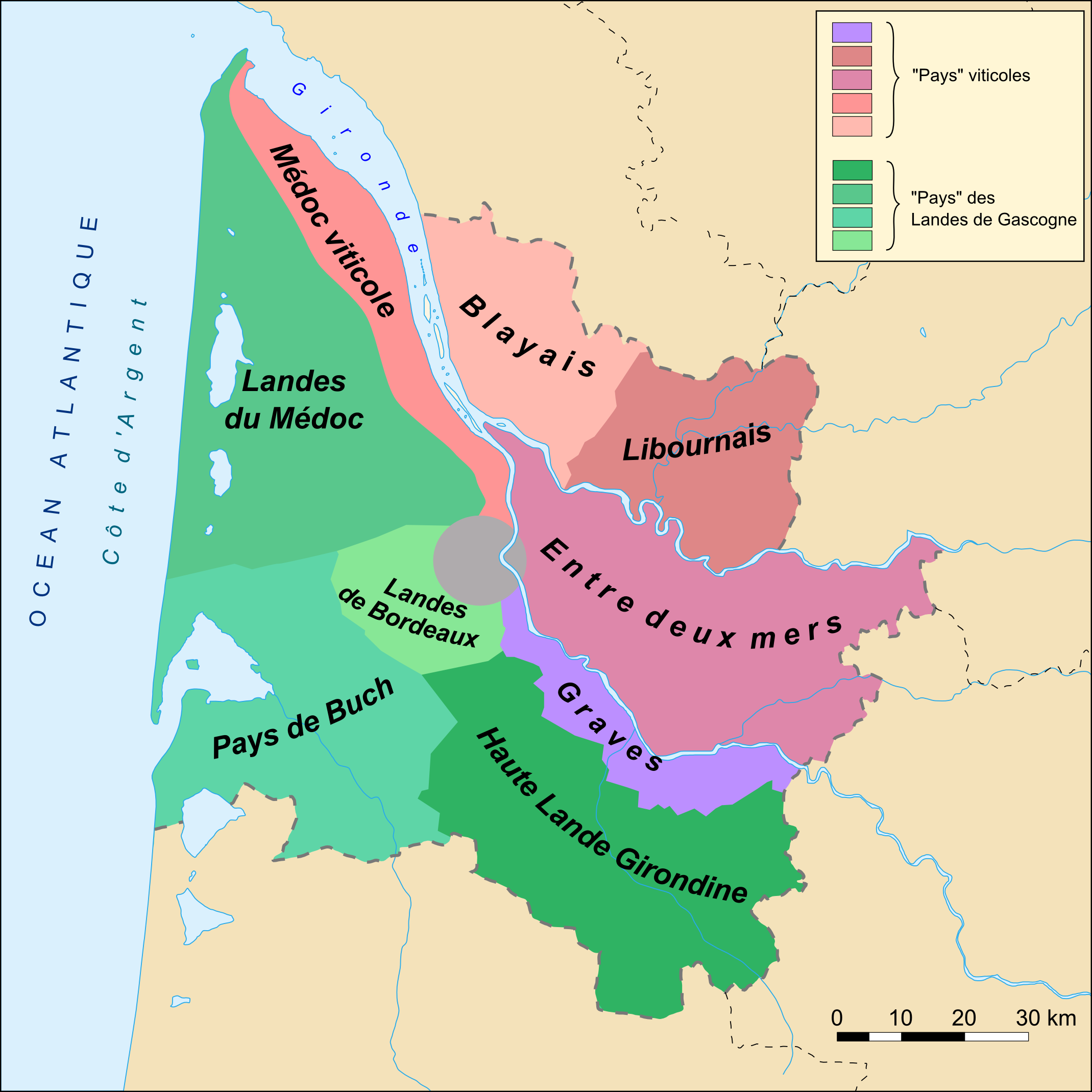
Carte de la Gironde

## Présentation
Le Syndicat mixte du Pays de la Haute Gironde a été créé par arrêté préfectoral  le 1er mars 2003.
- Villes principales :  Saint-André-de-Cubzac (10 422 hab.), Blaye (4 769 hab.), Saint-Ciers-sur-Gironde (3 068 hab.), Saint-Savin (3 088 hab.), Bourg (2 203 hab.).

Le Syndicat mixte du Pays de la Haute Gironde a été dissous le 1er janvier 2020, malgré une farouche opposition de la députée Véronique Hammerer et de la Communauté de Communes Latitude Nord Gironde.

## Communes membres
Le Pays regroupe cinq communautés de communes :
| Nom                                             | Nb communes | Population 2011 (hab.) | Superficie (km2) |
| ----------------------------------------------- | ----------- | ---------------------- | ---------------- |
| Communauté de communes du canton de Blaye       | 13          | 14 679                 | 104,88           |
| Communauté de communes du canton de Bourg       | 15          | 13 205                 | 95,39            |
| Communauté de communes du canton de Saint-Savin | 16          | 22 290                 | 276,66           |
| Communauté de communes du Cubzaguais            | 10          | 22 083                 | 86,46            |
| Communauté de communes de l'Estuaire            | 11          | 12 395                 | 219,02           |
| Totaux                                          | 65          | 84 652                 | 782,41           |

## Galerie

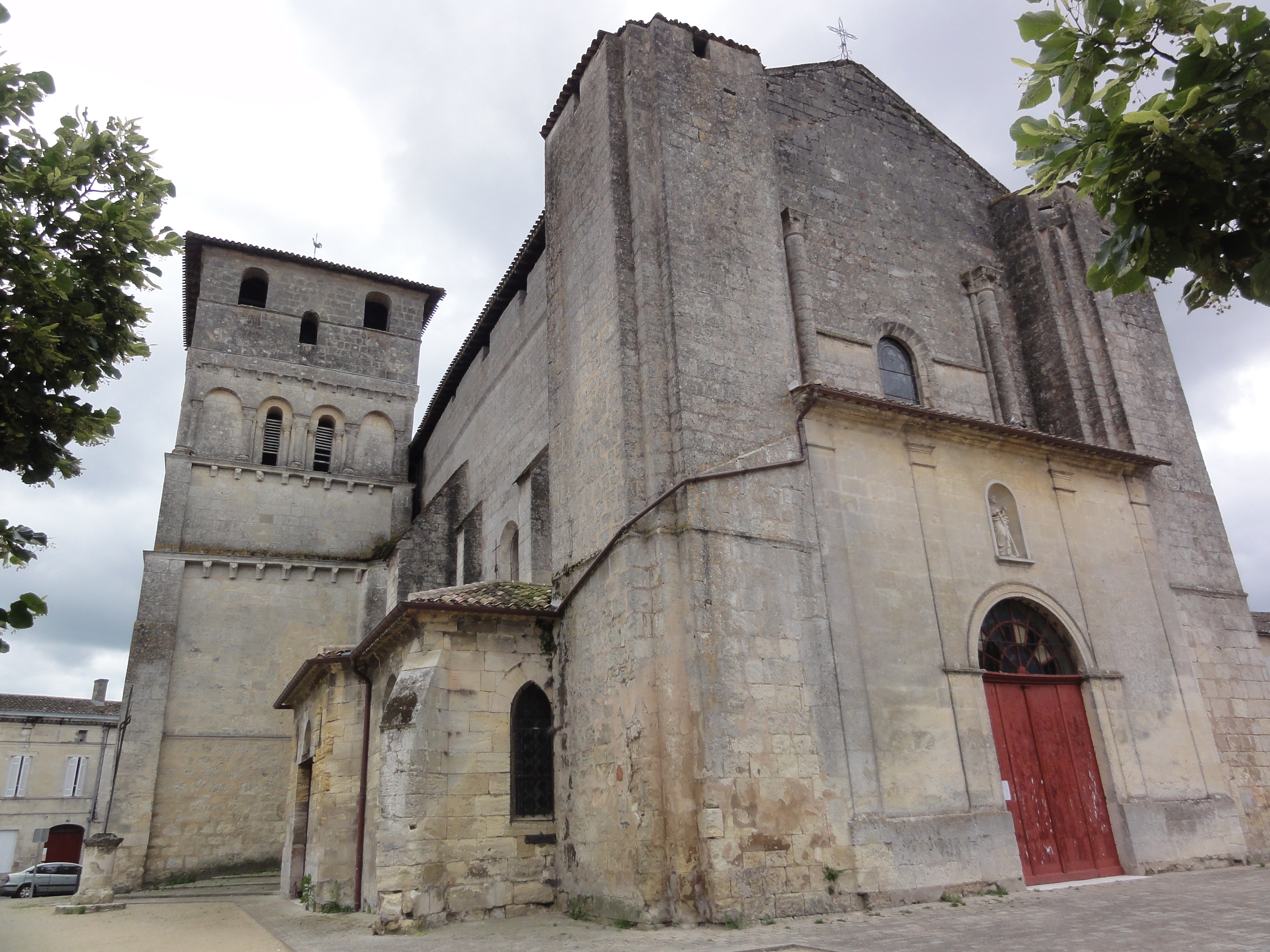
Saint-André-de-Cubzac, l'église Saint-André-du-Nom-de-Dieu
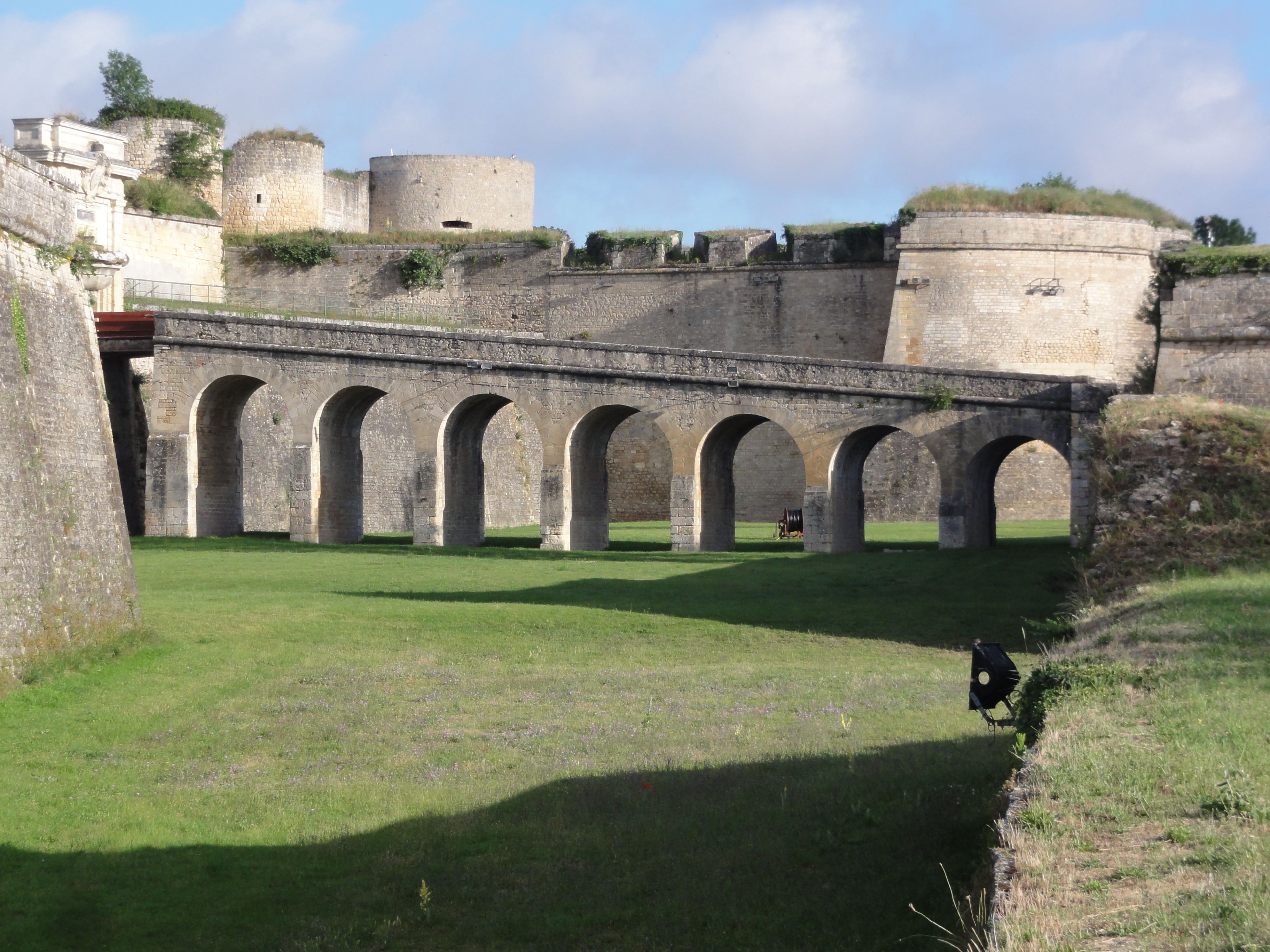
Blaye, la citadelle
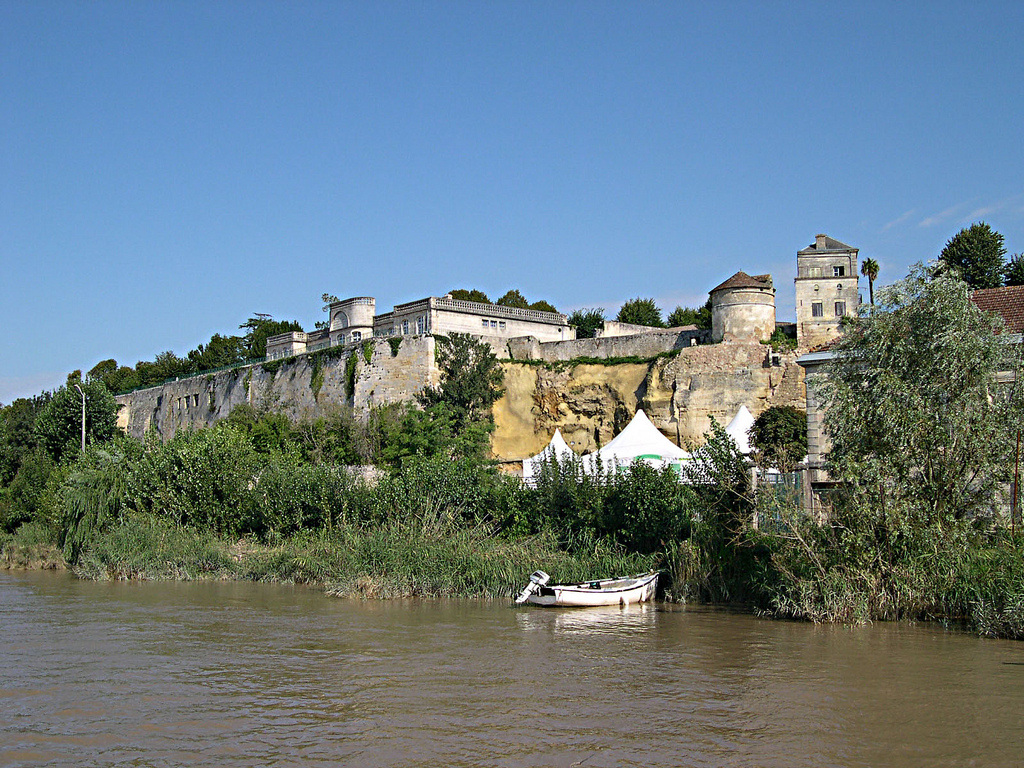
Bourg, la citadelle et la Dordogne